# 다이, 마이 러브
《다이, 마이 러브》(영어: Die, My Love)는 2025년 개봉 예정인 미국의 블랙 코미디 공포 영화이다. 린 램지가 감독과 공동각본을 맡았으며, 아리아나 하르비츠의 동명 소설이 영화의 원작이다. 제78회(2025년) 칸 영화제 황금종려상 경쟁후보작이다.

## 출연
- 제니퍼 로렌스
- 로버트 패틴슨
- 러키스 스탠필드
- 시시 스페이섹
- 닉 놀티